# Antonino Votto
Antonino Votto   (Piacenza, 30 d'octubre de 1896 - Milà, 9 de setembre de 1985) va ser un director d'òpera italià que va treballar durant molt de temps a La Scala de Milà.

## Biografia
Votto va estudiar piano amb Alessandro Longo i composició amb Camillo de Nardis a Nàpols. El 1919 va fer la seva primera actuació com a pianista a Trieste, on també va ser professor del conservatori. El 1919 va ser professor al Conservatori de Milà (fins al 1921), on també va ser repetidor a la Scala de Milà amb Arturo Toscanini. El 1923 va debutar com a director amb Manon Lescaut de Giacomo Puccini a La Scala i el 1924 va debutar a la Royal Opera House Covent Garden amb Madame Butterfly de Puccini i Pagliacci de Leoncavallo. El 1925 esdevingué segon director a La Scala (amb Toscanini com a director musical) i el 1929 primer director a Trieste.
A partir de 1948 va ser primer director de La Scala (mentre Victor de Sabata va ser el director musical). A la dècada de 1950, Votto va realitzar nombrosos enregistraments amb Maria Callas per a EMI, alguns dels quals eren clàssics, com La Bohème 1956 de Puccini, Un ballo in maschera 1956 de Verdi, La sonnambula 1957 de Bellini i La Gioconda] 1959 de Ponchielli. Va debutar als Estats Units. 1960 a Chicago amb Aïda i Don Carlo. Va dirigir a La Scala fins al 1967.
Del 1941 al 1967 Votto va ensenyar al Conservatori Giuseppe Verdi de Milà, on Guido Cantelli, Claudio Abbado i Riccardo Muti van ser els seus alumnes. Aquests dos últims van ser directors musicals de La Scala un darrere l'altre des del 1971 fins al 2005, de manera que l'"escola Votto" va donar forma a l'òpera de Milà durant dècades.